# Ophiuraster belyaevi
Ophiuraster belyaevi är en ormstjärneart som beskrevs av Litvinova 1998. Ophiuraster belyaevi ingår i släktet Ophiuraster och familjen fransormstjärnor. Inga underarter finns listade i Catalogue of Life.